# Macleania
Genre
Classification APG III (2009)
Macleania est un genre de plantes à fleurs appartenant à la famille des Ericaceae que l'on trouve du Sud du Mexique, jusqu'au Pérou.

## Quelques espèces
Ce genre compte vingt-huit espèces acceptées, dont :
- Macleania alata
- Macleania alpicola
- Macleania amplexicaulis
- Macleania angulata
- Macleania antioquiae
- Macleania arcuata
- Macleania attenuata
- Macleania insignis
- Macleania loeseneriana
- Macleania rupestris
- Macleania salapa[2]
- Macleania smithiana[3]
- Macleania stricta[4]
- Macleania subsessilis[5]
- Macleania tropica[4]

## Taxonomie
Le genre a été décrit en 1837 par Hooker, d'après un spécimen rapporté du Pérou. Johann Friedrich Klotzsch a identifié dix espèces en 1851. Plus tard, Hooker sépare Psammisia de Macleania. Oscar Drude (1891) et William Wright Smith (1942), ainsi que d'autres botanistes, soulignèrent la nature remarquable de ce genre et sa parenté avec Psammisia.